# Xeraco
Xeraco (em valenciano e oficialmente) ou Jaraco (em castelhano) é um município da Espanha na província de Valência, Comunidade Valenciana. Tem 20,2 km² de área e em 2021 tinha 5 771 habitantes (densidade: 285,7 hab./km²).

## Demografia
| Variação demográfica do município entre 1991 e 2004 | Variação demográfica do município entre 1991 e 2004 | Variação demográfica do município entre 1991 e 2004 | Variação demográfica do município entre 1991 e 2004 |
| --------------------------------------------------- | --------------------------------------------------- | --------------------------------------------------- | --------------------------------------------------- |
| 1991                                                | 1996                                                | 2001                                                | 2004                                                |
| 4590                                                | 4573                                                | 5142                                                | 5443                                                |